# Gnadenkirche zum Heiligen Kreuz

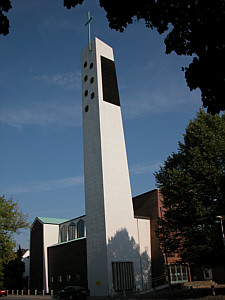
Gnadenkirche zum Heiligen Kreuz

Die Gnadenkirche zum heiligen Kreuz ist eine evangelisch-lutherische Kirche am Lehrter Platz in Hannover-Mittelfeld. Entstanden nach dem Zweiten Weltkrieg und zunächst geprägt durch Heimatvertriebene, nimmt sie mit ihrem Namen Bezug auf die Gnadenkirchen in Schlesien. So gab es auch eine langjährige Partnerschaft mit der evangelischen Gemeinde in Militsch, deren Gnadenkirche Namensgeberin war.

## Geschichte

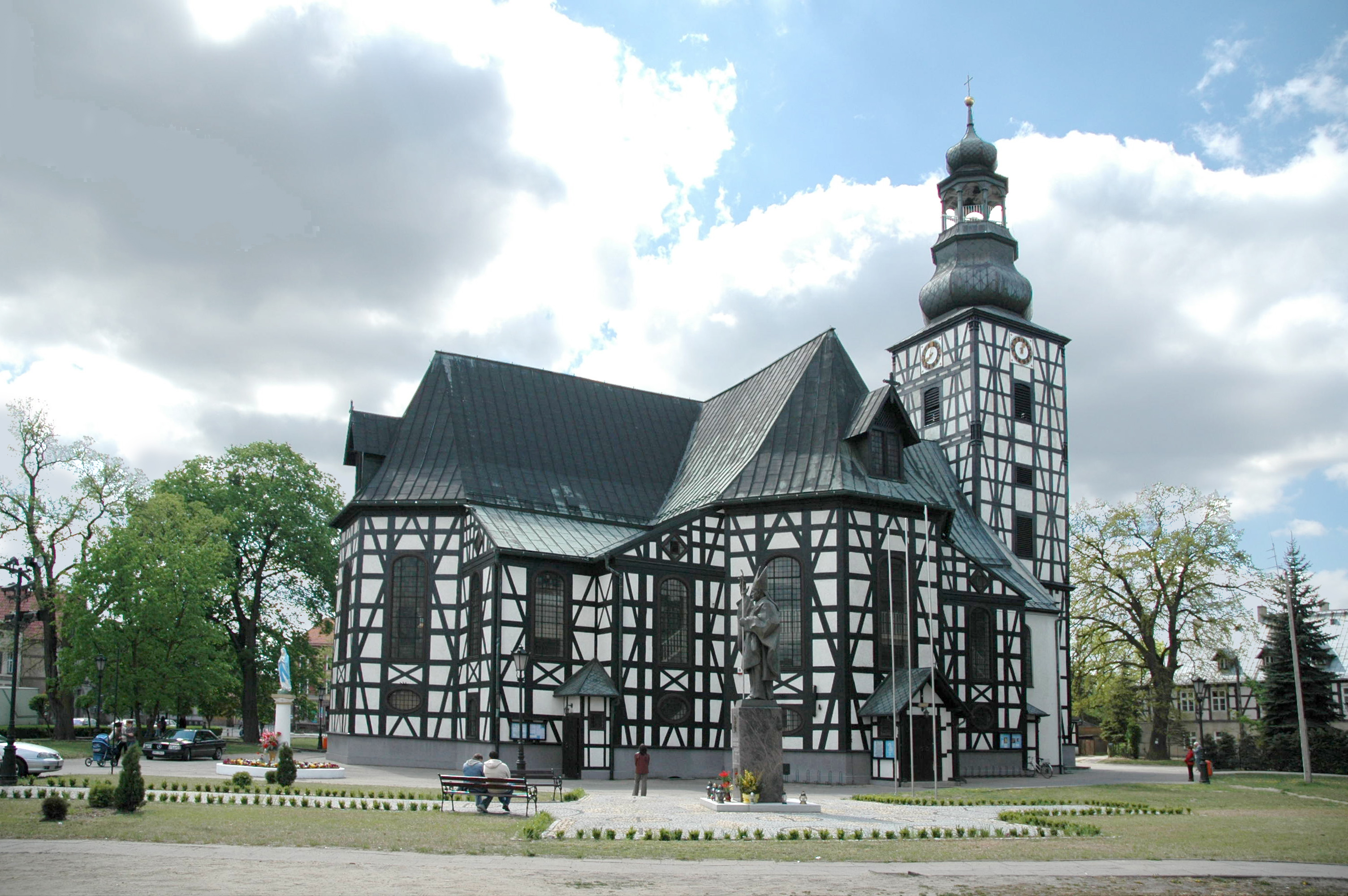
Die ursprüngliche Gnadenkirche zum Heiligen Kreuz in Militsch in Schlesien

Schon während des Zweiten Weltkrieges hatte der damalige Wülfeler Pastor Hermann Simon begonnen, in Mittelfeld Gottesdienste zu feiern und die Gemeinde zu sammeln. Man traf sich in einem Ladenraum in der Ahornstraße. Dort befindet sich heute die Polizeiwache. Nach dem Krieg ließen sich viele Menschen in Mittelfeld nieder, vor allem Heimatvertriebene aus den ehemals deutschen Ostgebieten. Darunter waren viele Katholiken, aber auch die evangelische Gemeinde wuchs. 1951 entstand der Kindergarten und ein Mitarbeiterwohnhaus mit Kirchsaal am Rübezahlplatz. Zum 1. November 1953 verfügte die Gemeinde mit Christian Vasterling über den ersten eigenen Pastor. Mit ihm wurde die Gemeinde am 1. Oktober 1955 von der Matthäi-Kirchengemeinde in Wülfel gelöst und verselbständigt. Da die bisherigen Räumlichkeiten nicht mehr ausreichten, wurde 1959 der Grundstein für den Neubau eines Gemeindehauses und der Kirche gelegt. Am 16. Dezember 1962, dem 3. Sonntag im Advent, wurde die Kirche von Landesbischof Hanns Lilje eingeweiht.

## Kirchbau
Der Kirchenraum wird durch eine niedrige Vorhalle betreten, in der sich auch der Taufstein befindet. In der Turmkapelle besteht Gelegenheit zum stillen Gebet. In einem Buch sind die Namen von Angehörigen der Gemeinde verzeichnet, die in der Ferne begraben wurden. Auf der rechten Seite befinden sich 6 Glasbilder der alten schlesischen Gnadenkirchen, darunter auch diejenige, auf die der Name der Mittelfelder Kirche zurückgeht. Der große Hauptraum besteht aus dem Kirchenschiff mit der Bestuhlung für die Gottesdienstteilnehmer. An den Seitenwänden finden sich 14 Darstellungen des Kreuzwegs. An den Pfeilern sind 12 Kerzen als Symbole für die Apostel angebracht. Schlichte Fenster im oberen Bereich symbolisieren die 12 Tore des himmlischen Jerusalem. Sie werden im vorderen Bereich der Kirche ergänzt durch zwei Engelfenster. In einem Geflecht von Linien und Formen blicken unzählige Augen auf die Gemeinde. Unter dem schwebenden Triumphkreuz, an dem Jesus den Tod besiegt, führt der Weg in den Altarraum. Dort ist in der Südwand ein haushohes Fenster mit dem Titel „Die Wolke der Zeugen“ zu sehen, das symbolisch für die Menschen steht, die den Glaubensweg schon früher beschritten haben.
In der Ostwand über dem Altar befindet sich ein buntes Rundfenster mit einer Christusdarstellung. Ihm gegenüber gibt es am Westgiebel ein weiteres Rundfenster mit einer roten Rosette.

### Orgel
Die Orgel wurde 1965 von dem Orgelbauer Alfred Führer (Wilhelmshaven) erbaut. Das Schleifladen-Instrument hat 28 Register auf drei Manualen und Pedal. Die Spieltraktur ist mechanisch, die Registertraktur elektrisch.
| I Hauptwerk C–g3 |       |
| Quintade         | 16′   |
| Prinzipal        | 8′    |
| Spitzgedackt     | 8′    |
| Oktav            | 4′    |
| Koppelflöte      | 4′    |
| Oktav            | 2′    |
| Mixtur IV-VI     | 1 ⁄3′ |
| Trompete         | 8′    |

| II Brustwerk C–g3 |      |
| Holzgedackt       | 8′   |
| Rohrflöte         | 4′   |
| Prinzpal          | 2′   |
| Sesquialtera II   |      |
| Sifflöte          | 1′   |
| Zimbel III        | 2⁄3′ |
| Vox humana        | 8′   |
| Tremulant         |      |

| III Rückpositiv C–g3 |       |
| Gedackt              | 8′    |
| Prinzipal            | 4′    |
| Waldflöte            | 2′    |
| Quinte               | 1 ⁄3′ |
| Scharff IV           | 1′    |
| Krummhorn            | 8′    |
| Tremulant            |       |

| Pedalwerk C–f1 |     |
| Subbass        | 16′ |
| Prinzipal      | 8′  |
| Gemshorn       | 4′  |
| Nachthorn      | 2′  |
| Posaune        | 16′ |
| Trompete       | 8′  |
| Klarine        | 4′  |

- Koppeln: II/I, III/I, I/P, II/P, III/P

### Glocken
Die Glocken der Kirche wurden von dem Glockengießer Friedrich Wilhelm Schilling am 13. Dezember 1962 gegossen. Sie kosteten 14.565,- DM. Dieses Geld wurde in den Jahren 1958–1962 von der Gottesdienst-Gemeinde durch Dank-Opfer-Gaben aufgebracht. Die Trau-Glocke stiftete der Kirchenbaumeister Spangenberg aus Hannover-Wülfel.
Die einzelnen Glocken haben Namen. Sie sind in den Tönen des „Te Deum“ gestimmt und werden nach einer vorgegebenen Läuteordnung auch einzeln zu bestimmten Anlässen geläutet:
| Glocke | Name         | Gewicht | Nominal | Inschrift, Läuteanlass |
| ------ | ------------ | ------- | ------- | --- |
| 1      | Christus     | 790 kg  | fis1    | „Siehe, es kommt der Herr der Herrscher, Halleluja — Maranatha, Ja, komm Herr Jesu!“. Läutet (außer vom 2. – 4. Advent) an allen Sonn- und Feiertagen mit jeweils verschiedenen anderen Glocken zusammen. |
| 2      | Sanktus      | 520 kg  | a1      | „Heilig, heilig, heilig ist Gott, der Herre Zebaoth!“. Läutet bei jeder Altar-Sakraments-Feier während des Sanktus-Liedes.                                                                                |
| 3      | Sterbeglocke | 360 kg  | h1      | „Herr, gib ihnen die ewige Ruhe und das Ewige Licht leuchte ihnen!“. Läutet um 18.00 Uhr und jeweils nach dem Tode eines Gemeindegliedes um 11.00 Uhr.                                                    |
| 4      | Dominika     | 230 kg  | d2      | „Der Herr ist auferstanden, Er ist wahrhaftig auferstanden!“ (auch: Sonntagsglocke) |
| 5      | Betglocke    | 165 kg  | e2      | „Christe Du Sohn des lebendigen Gottes, erbarme Dich unser!“ Wird außer dem Betläuten immer bei den 7 Bitten des VATERUNSERS angeschlagen.                                                                |
| 6      | Trauglocke   | 120 kg  | fis2    | „Was Gott zusammengefügt hat, das soll der Mensch nicht scheiden!“. Läutet bei Trauungen zusammen mit der Taufglocke.                                                                                     |
| 7      | Taufglocke   | 114 kg  | a2      | „Wer da glaubet und getauft wird, der wird selig werden!“ Läutet zu den Taufen und, mit anderen Glocken zusammen, zum Kinder-Gottesdienst.                                                                |

Die sieben Bronzeglocken sind mit ihrem Klang abgestimmt auf die Geläute der Nachbargemeinden, damit auch von den Glocken gelte, dass sie „einmütig mit einem Munde Gott loben, den Vater unseres Herrn Jesus Christus“ (Röm. 15, 6). Deshalb wird auch in den gleichen Stunden zu den Tag-Zeiten-Gebeten geläutet, damit alle Glocken alle Christen gleichzeitig an das Gebet erinnern. Wie schon erwähnt, läuten die Glocken auch in den verschiedensten Kombinationen zusammen. Nur zu den hohen Festen ist der Klang aller sieben Glocken gleichzeitig zu hören. Nur die Marktkirche und die Matthiaskirche in Hannover haben ein umfangreicheres Geläut.
Auf dem alten Kirchsaal, der heutigen Kindertagesstätte, gibt es noch eine einzelne Glocke im Dachreiter. Sie wird geläutet, wenn auf dem Seelhorster Friedhof ein verstorbenes Gemeindeglied beigesetzt wird.